# エクサージ
エクサージは、チャノキ(Cemellia sinensis)の葉の緑茶と発酵熟成させた紅茶から抽出した成分を独自の配合比でブレンドしたエキスで、ポリフェノール(カテキン類・テアフラビン類)を多く含む特徴がある。また、「エクサージはポリフェノールが高含有であることより、強い抗酸化力と強い抗炎症力を持つことで、運動後の疲労回復に役立つ」といった内容の報告がある。

## 識別情報・特性
エクサージは米国のケミン社により開発された成分で、ポリフェノールの一種であるカテキン類やテアフラビン類を含んでいる。また、それ以外の成分としてはカフェインやビタミン、アミノ酸、ミネラルなども含んでおり天然由来の成分のみで構成されている。

## エクサージの産地
エクサージは南インドの標高1800ｍの高地にあるお茶の有名な産地、ニルギリ地方(ニルギリ-ヒルズ)で栽培されている茶葉を使用している。ここで採れた茶葉は特有の高い芳香と、クセのない柔らかな味の特徴を持つ。また、エクサージは一般の茶葉よりポリフェノールやアミノ酸を多く含む新芽の葉(シルバーチップ)より抽出される。

## ヒトへの利用・安全性
チャノキ由来のエクサージは100％天然由来である。独自の温水抽出法によって生産されており、刺激が強い溶剤や加工剤は使用していない。また米国カリフォルニア州法「1986年安全飲料水および有害物質施行法」(プロポジション65)を遵守している。

## エクサージの効果
18～35歳の男性の中で、一定の選択基準・除外基準を満たした者を被験者として、エクサージ1gまたは2gを13週間飲用させたのちに、エキセントリック運動(伸張性筋収縮運動)をさせた後の筋力と遅発性筋肉痛を評価した。また、血漿の抗酸化状態(鉄還元能：FRAP)、血中のクレアチンホスホキナーゼ(CPK)濃度、コルチゾール濃度も測定した。その結果、血漿の抗酸化能の改善と、クレアチニンキナーゼとコルチゾールがプラセボ群と比較した時、運動前の値へより迅速な回復が認められた。